# Melipotis abrupta
Melipotis abrupta is een vlinder uit de familie van de spinneruilen (Erebidae), uit de onderfamilie van de Erebinae. De wetenschappelijke naam van deze soort is voor het eerst gepubliceerd in 1887 door Pieter Snellen.
De soort komt voor in Curaçao.